# Discovereu

Länder som omfattas av tävlingens resekort

DiscoverEU är en tävling som arrangeras två gånger årligen av Europeiska unionen. Tävlingen ger 18-åriga EU-medborgare möjligheten att utforska länderna inom EU-samarbetet, genom att vinna ett s.k. interrail-pass. De vinnande ungdomarna, vanligtvis ca. 70.000 årligen, får under en månads tid gratis tågbiljetter inom EU:s gränser (inklusive Schweiz och Norge). Syftet med initiativet är att ge unga chansen att skapa nya nätverk inom EU-samarbetet, och lära sig om europeiskt kulturarv och historia.
År 2020 ställdes de vinnande ungdomarnas resor in på grund av coronaviruspandemin.